# Mediotemporale cortex
De mediotemporale cortex, mediale temporale cortex of mediale temporale kwab is een aanduiding voor een aantal hersengebieden in de slaapkwab die een belangrijke rol spelen bij de vorming van het expliciete geheugen. Laesies van deze gebieden leiden tot verstoring van consolidatie van nieuwe indrukken in het geheugen en antegrade amnesie.

## Architectonische Indeling
Op cytoarchitectonische en hodologische gronden kan de mediale temporale kwab onderverdeeld worden in twee gebieden (Scharfman, Witter & Scharcz, 2000), de formatio hippocampi en de regio parahippocampalis. De formatio hippocampi omvat het cornu Ammonis, ook wel de hippocampus proprius genoemd, de aangrenzende gyrus dentatus en het subiculum. De regio parahippocampalis omvat het praesubiculum, het parasubiculum, de cortex entorhinalis, de cortex perirhinalis en de cortex parahippocampalis. De cortex entorhinalis, bestaande uit brodmanngebied 28 en brodmanngebied 34 ligt op het voorste gedeelte van de gyrus parahippocampalis, de cortex perihinalis, bestaande uit brodmanngebied 35 en brodmanngebied 36, ligt onder de cortex entorhinalis in de sulcus rhinicus en de cortex parahippocampalis beslaat het achterste gedeelte van gyrus parahippocampalis. 

## Gebruik van het bijvoeglijk naamwoordparahippocampaal/parahippocampalis
Verwarrend kan zijn, dat het bijvoeglijk naamwoord parahippocampaal/parahippocampalis kan verwijzen naar de regio parahippocampalis, cortex parahippocampalis of gyrus parahippocampalis. De drie hersengebieden zijn echter drie onderscheidbare entiteiten. De cortex parahippocampalis is cytoarchitectonisch definieerd en vormt een onderdeel van de cytoarchitectonisch gedefinieerde regio parahippocampalis. De grenzen tussen cytoarchitectonisch gedefinieerde gebieden laten zich alleen onder een microscoop zien. Men ziet dan hoe de lagen van de cortex cerebri verschillend kan zijn opgebouwd tussen twee aangrenzende cytoarchitectonisch gedefinieerde gebieden. 
De gyrus parahippocampalis is een macroscopisch-anatomisch gedefinieerd gebied. De grenzen van de gyrus parahippocampalis met de omliggende macroscopisch-anatomische hersengebieden, zoals de onderliggende sulcus rhinicus en sulcus collateralis zijn echter wel met het blote oog waar te nemen. De overgang in de gelaagdheid van de cortex cerebri, dat is de cytoarchitectonisch gedefinieerde grens, komt dan niet altijd overheen, met de macroscopisch-anatomisch grens. Zo loopt de ondergrens van de cortex parahippocampalis waarschijnlijk verder door naar beneden dan de ondergrens van de gyrus parahippocampalis. Voor een deel ligt de cortex parahippocampalis ook nog in de sulcus collateralis en op de gyrus fusiformis.